# Oskar von Lindequist
Oskar Fromhold Friedrich Olof von Lindequist (10 tháng 12 năm 1838 tại Jülich, hạt Düren, vùng Rhein thuộc Phổ – 16 tháng 4 năm 1915 tại Potsdam, Brandenburg) là một Thống chế của Vương quốc Phổ. Trong sự nghiệp quân sự năng động của mình, Lindequist đã tham gia ba cuộc chiến tranh thống nhất nước Đức.

## Gia đình
Ông sinh ngày 10 tháng 12 năm 1835, trong một gia đình quý tộc cổ vùng Pommern (được phong hàm quý tộc của Đế chế tại Viên vào năm 1792), và là con trai của Thượng tá quân đội Phổ Karl von Lindequist (1795 – 1874) với người vợ thứ nhất của ông này là bà Lony von Mayer (1808 – 1846). Friedrich von Lindequist (1862 – 1945), Thống đốc Tây Nam Phi thuộc Đức là cháu trai của ông.
Thân mẫu của ông mất khi ông chỉ mới 8 tuổi. Vào ngày 20 tháng 9 năm 1867, tại điền trang Woitzel (ở Labes), Lindequist thành hôn với bà Anna von Podewils (Haus Woitzel) (21 tháng 2 năm 1847 tại Magdeburg – sau năm 1928).

## Tiểu sử
Lindequist là một Đại tướng quyền lãnh Thống chế của Vương quốc Phổ đồng thời là Tướng phụ tá của Đức hoàng, à la suite của Trung đoàn Bộ binh Cận vệ số 1 và Trung đoàn Phóng lựu "Vương hậu Olga" (số 1 Württemberg") số 119. Ông giữ chức Trưởng Đại tá (Chef) của Trung đoàn Bộ binh số 87 (số 1 Nassau). Lindequist còn là linh mục quản hạt của Nhà thờ chính tòa Merseburg và từ năm 1911 cho đến khi từ trần vào ngày 16 tháng 4 năm 1915, ông là một thành viên Viện Quý tộc Phổ.
Vào ngày 2 tháng 5 năm 1857, khi ông 19 tuổi, Lindequist khởi đầu sự nghiệp quân sự của mình với quân hàm thiếu úy. Đến ngày 2 tháng 5 năm 1857, ông gia nhập Trung đoàn Phóng lựu Cận vệ số 1 "Hoàng đế Alexander" ở kinh thành Berlin. Ông đã tham chiến trong chiến dịch chống Đan Mạch vào năm 1864 và vào ngày 14 tháng 7 năm đó, ông được bổ nhiệm làm sĩ quan phụ tá của Trung đoàn Phóng lựu Cận vệ số 1 đồng thời lên quân hàm Trung úy. Sau đó, vào năm 1866 ông lại tham chiến trong cuộc chiến tranh với Áo. Vào ngày 1 tháng 5 năm 1867, ông gia nhập Quân đoàn Vệ binh (Gardekorps) ở Berlin, hoạt động trong bộ tham mưu của Vương công August của Württemberg, người Tổng chỉ huy Quân đoàn. Ngày 22 tháng 3 năm 1868, ông được thăng cấp Đại úy trong Bộ Tổng tham mưu. Tiếp theo đó, ông tham gia cuộc Chiến tranh Pháp-Đức (1870 – 1871), trong đó có trận đánh quyết định ở Sedan vào ngày 2 tháng 9 năm 1870 và cuộc vây hãm Paris. Vào ngày 18 tháng 4 năm 1872, ông là sĩ quan hầu cận (Flügeladjutant) trong cung đình của Hoàng đế Wilhelm I. Ngày 18 tháng 8 năm đó, ông được lên chức Thiếu tá. Sau đó, vào ngày 22 tháng 3 năm 1877, ông được phong quân hàm Thượng tá. Đến ngày 24 tháng 12 năm 1879, ông được ủy nhiệm làm Đại đội trưởng của Đại đội Túc vệ Hoàng cung (Schlossgarde) tại Berlin và Potsdam, rồi được lên quân hàm Đại tá vào ngày 16 tháng 9 năm 1881.
Vào ngày 23 tháng 1 năm 1882, ông được lãnh chức Trung đoàn trưởng của Trung đoàn Bộ binh Cận vệ số 1 ở Potsdam, và giữ chức vụ này cho đến năm 1883. Về sau, vào ngày 1 tháng 9 năm 1887, ông được phong chức Thiếu tướng và Lữ trưởng của Lữ đoàn Bộ binh Cận vệ số 1 ở Potsdam, và vào ngày 17 tháng 1 năm 1890, ông được nhậm chức Sư trưởng của Sư đoàn số 22 tại Frankfurt am Main. Ngày 24 tháng 3 năm đó, ông lên quân hàm Trung tướng. Cũng trong năm đó, ông được cử làm Tướng phụ tá của tân Hoàng đế Wilhelm II, đồng thời là Sư trưởng của Sư đoàn số 26 tại Stuttgart, Württemberg, vào ngày 27 tháng 10. Ông giữ chức vụ này cho đến ngày 22 tháng 3 năm 1895, khi ông được phong cấp Thượng tướng Bộ binh đồng thời là Tư lệnh của Quân đoàn XIII tại Stuttgart. Sau đó, vào ngày 21 tháng 3 năm 1899, ông được bổ nhiệm chức Tư lệnh của Quân đoàn XVIII ở Frankfurt am Main. Từ ngày 1 tháng 5 năm 1904 cho đến năm 1907, ông là Cục trưởng Cục thanh tra quân đội III ở Hannover, và trong thời gian này ông được phong quân hàm Thượng tướng vào ngày 13 tháng 9 năm 1906.
Sau khi xuất ngũ vào năm 1907, ông được phong cấp bậc Thống chế vào ngày 1 tháng 1 năm 1911. Cùng năm đó, ông trở thành thành viên của Viện Quý tộc Phổ. Ngoài ra, từ năm 1910 cho đến năm 1914, ông còn là Chủ tịch "Hiệp hội Chiến binh Đức" (Deutschen Kriegerbunds, hay còn gọi là Hiệp hội Kyffhäuser). Ông từ trần vào ngày 16 tháng 4 năm 1915 ở Potsdam.

## Phong tặng
- 1897: Đại Thập tự của Huân chương Vương miện Württemberg [3]
- Huân chương Đại bàng Đen